# Vicenç Tur Martí
|  | No s'ha de confondre amb Vicent Tur Torres. |

Vicenç Tur Martí (Maó, 1 de desembre de 1978) és un polític menorquí. Llicenciat en Ciències Polítiques per la Universitat Pompeu Fabra, va obtenir el Màster en Gestió Pública per la UCM i Màster en Lideratge i Comunicació Política per la UAB.
Ha estat el Secretari General del PSOE Menorca, portaveu de l'oposició a l'Ajuntament de Maó i Candidat a l'Alcaldia de Maó.
Acabada la seva etapa formativa a la UAM, es va incorporar com a tècnic de participació ciutadana a l'Ajuntament de Parla, lloc que va abandonar quan Joana Barceló el designà Director Insular d'Ordenació del Territori. Durant aquells anys va gestionar l'aplicació de la llei que permetia l'ús públic del Camí de Cavalls. A les eleccions de 2007 ocupà la tercera posició en la llista d'Artur Bagur a l'Ajuntament de Maó. Posteriorment fou escollit alcalde de Maó pels membres del consistori l'octubre de 2008 després que Artur Bagur fos escollit senador i dimitís com a alcalde el 26 de setembre del 2008. Durant els seus 3 anys de mandat es va redactar el Pla General d'Ordenació Urbana de Maó, es van gestionar les inversions de la Llei de Barris i del Plan E i es va inaugurar la Casa de Ses Aigües com a centre de creació artística i formació juvenil, entre d'altres.